# Conde de Villamediana
Juan de Tassis y Peralta, II conde de Villamediana (Lisboa, 1582-Madrid, 21 de agosto de 1622), poeta español del Barroco, adscrito por lo general al culteranismo, si bien siguió esta estética de modo muy personal.   

## Biografía
Fue hijo de María de Peralta Muñatones, descendiente de los marqueses de Falces, y de Juan de Tassis y Acuña, I conde de Villamediana y Correo Mayor del reino, quien, gracias a su labor como organizador del servicio de postas, recibiría el título de nobleza en 1603, aunque ya su abuelo paterno Raimundo de Tassis, establecido en Valladolid, había desempeñado el cargo de Correo Mayor del Rey y se había casado con Leonor, una dama perteneciente a la poderosa familia de los Zúñiga, descendiente del rey Pedro I de Castilla.
Nació en Lisboa debido a que su padre, Juan de Tassis y Acuña, formó parte del séquito del rey Felipe II cuando este entró en Portugal en diciembre de 1580 donde permaneció hasta 1583. Su padre era un hombre pendenciero (tenía la cara cubierta de cicatrices habidas en al menos cinco duelos de honor, de todos los cuales había salido victorioso) y Juan de Tassis vivió en el ambiente palatino desde su infancia, recibiendo una excelente educación del humanista Luis Tribaldos de Toledo y de Bartolomé Jiménez Patón, quien dedicó el Mercurius Trimegistus a su pupilo; estos dos tutores le granjearon un profundo conocimiento de los clásicos y compuso incluso algunos poemas en excelente latín humanístico; pero, aunque pasó por la universidad, no concluyó sus estudios. 
Nada sabemos de Juan de Tassis hasta que Felipe III fue al Reino de Valencia en 1599 para celebrar su matrimonio con Margarita de Austria. Ya era conocido porque en ese mismo año habían aparecido impresos sus primeros dos sonetos: «El que busca de amor y de ventura» y «Gloria y honor del índico Occidente» en los preliminares de dos libros. Con motivo del viaje real tuvo que sustituir en la comitiva a su padre —que se hallaba de embajador en París— y, con apenas dieciocho años, acompañó al monarca a Valencia, distinguiéndose tanto que el rey lo nombró gentilhombre de su casa y boca el 9 de octubre del mismo año, poco antes de volver a Madrid. El 31 de diciembre de 1599 se le otorgó además escritura de emancipación por parte de sus padres y abuela, y antes de su vuelta a Valladolid todavía se le concedió un nuevo poder general fechado en Madrid el 14 de enero de 1601.
En palacio conoció a Magdalena de Guzmán y Mendoza, hija de Lope de Guzmán y Guzmán de Aragón y Leonor de Luján, mujer de gran influencia en la Corte como viuda de Martín Cortés y Zúñiga, II marqués del Valle de Oaxaca, de quien fue su segunda esposa, y futura aya del hijo que iba a tener la reina. Pese a la diferencia de edad, mantuvieron una relación sentimental muy agitada que terminó mal. Un soneto anónimo, que circuló por Madrid, insinuaba que no se portaba muy bien con ella, e incluso llegó a abofetearla ante todo el mundo en mitad de la representación de una comedia. Por ello, se dijo, Magdalena siempre lo amó y lo odió a un mismo tiempo, según cuenta el biógrafo del poeta Luis Rosales. 
Trasladada la Corte a Valladolid, donde permaneció cinco años, contrajo matrimonio en 1602 con Ana de Mendoza y de la Cerda, hija de García Hurtado de Mendoza, IV marqués de Cañete, descendiente del famoso marqués de Santillana y de su segunda esposa, Ana Florencia de la Cerda. Nacieron varios hijos de este matrimonio, todos malogrados. No era esta su primera elección pues antes de este matrimonio había intentado desposarse con otras damas de la Corte que lo rechazaron. Su padre obtuvo al fin el título de conde de Villamediana en 1603, pero falleció tempranamente en 1607, un año después de otorgar testamento; su hijo heredero Juan asumió el título y el cargo de Correo mayor del reino, que estrenó cuando ya la Corte se había trasladado a Madrid en 1606, haciéndose notar por su talante agresivo, temerario y mujeriego y adquiriendo pronto reputación de un libertino amante del lujo y de las piedras preciosas, de los naipes y de los caballos. Vestía además pulcramente y llevaba una vida desordenada de jugador entregado a los vicios, y se creó fama de adversario temible no solo sobre el tapete por su gran inteligencia, sino por su deslenguado talento satírico, ejercido con particular denuedo contra la alta nobleza. Fue encausado por su homosexualidad, aunque no llegó a ser condenado por sobrevenirle la muerte.  
Todos estos excesos le valieron tres destierros del piadoso Felipe III, aparte de por haber arruinado a varios caballeros importantes, también por sus ya citadas fortísimas sátiras, en las que zahería sin piedad alguna las miserias de casi todos los Grandes de España, ya que, como perteneciente al mismo estamento que ellos, conocía bien sus defectos y flaquezas: sabía dónde atacarlos y cómo hacerles daño. De esta época son los sonetos «Deste eclipsado velo, en tono oscuro», «Del cuerpo despojado el sutil velo» o «De pululante flor fragante vuelo» dedicados a la muerte de la reina, o el soneto «Sea para bien, en hora buena sea», incluido en los preliminares del libro de Agustín de Rojas Villandrando El buen repúblico (1611), o también los dirigidos a la muerte del rey de Francia Enrique IV (asesinado el 14 de mayo de 1610) «Éste que con las armas de su acero», «Cuando el furor del iracundo Marte» o «El roto arnés y la invencible espada».
El primero de sus destierros, de fecha bastante insegura (julio de 1605 a septiembre de 1607, o más probablemente de enero de 1608 a julio de 1611), le llevó según Juan Manuel Rozas a Francia y Flandes. El segundo (1611-1615) lo condujo a Italia, donde estuvo entre 1611 y 1615 con el conde de Lemos, nombrado virrey de Nápoles.
En este periodo italiano conoce al poeta manierista Giambattista Marino y, en la Academia literaria de los Ociosos (o degli Oziosi) de Nápoles al también amigo del anterior Giovanni Battista Manso; lee asimismo los grandes poemas de la segunda época de Luis Góngora, al tiempo que se ocupa del pleito sobre el Correo Mayor en Nápoles. De esta época son los sonetos «Marino, si es nombre el que tiene» o el dedicado al sepulcro del apóstol San Pedro «Éste agora al primero dedicado». Vuelto a España en 1615, todos los acreedores de su disparado y lujoso modo de vida cayeron de consuno sobre él y atravesó por grandes penurias económicas que lo obligaron, el mismo día del fallecimiento de su abuela (22 de mayo de 1615) a vender el oficio de Correo Mayor de la ciudad de Valencia. El 31 de mayo de 1615 establece un concierto con sus acreedores y en 1616 vende también los oficios de Correo de Murcia, Cartagena, Béjar, Medina de Rioseco, San Sebastián, Irún y Nápoles. Aún venderá también en 1617 el oficio de Correo Mayor de Medina de Rioseco y de Cuenca en julio; en agosto el de Guadalajara, Sigüenza y su obispado, Logroño, Navarra y Soria; y en septiembre el de los reinos de Galicia y provincia del Bierzo. En abril de 1618 hará lo mismo con el de Aragón.
En lo literario, los años de 1616 y 1617 son los de las fábulas mitológicas narrativas (la Fábula de Faetón, por ejemplo, inspirada en un episodio de las Metamorfosis de Ovidio), y los últimos (1617-1618) los de las sátiras políticas contra los ministros de Felipe III que le valieron un tercer destierro desde el 17 de noviembre de 1618 a 1621.
Había atacado en varias sátiras la corrupción alcanzada bajo el valimiento del duque de Lerma y Rodrigo Calderón durante el reinado de Felipe III y estos lograron del rey que le desterrara otra vez de la Corte, aunque esta vez a Andalucía (Rozas, por el contrario, piensa que pasó los tres años en Alcalá de Henares). En este periodo de destierro ocurrió el apresamiento y ejecución en la horca de Rodrigo Calderón, mano derecha del duque de Lerma. Asimismo se celebraron el 15 de mayo de 1620 las fiestas en honor a San Isidro, tras haber sido beatificado, en cuyas justas poéticas participó el conde y obtuvo el primer premio, a pesar de hallarse desterrado. También de esta época son los sonetos dedicados al duque de Alba por el fallecimiento de su esposa en 1619, o la «silva que hizo el autor estando fuera de la corte» o las redondillas que empiezan «A la vista de Madrid». Regresó al poco al fallecer el rey, en 1621, favorecido como fue por el nuevo valido, el conde duque de Olivares, que obtuvo de Felipe IV el perdón real. Sin embargo el ostentoso Conde seguía comido por las deudas. Es la última época de su vida, la de los poemas dedicados a la muerte de Felipe III, a las esperanzas puestas en Felipe IV, a los ataques de los antiguos ministros ya caídos o los dedicados a las canonizaciones de San Ignacio de Loyola y San Francisco Javier. Estrena además La Gloria de Niquea, una obra de encargo para ser representada ante los monarcas en Aranjuez, sobre la que existe una célebre leyenda. Y al mismo tiempo, el Consejo de Castilla abrió un proceso con varios inculpados por el pecado nefando (homosexualidad), proceso en el que podría estar implicado el propio conde.
Tuvo numerosas amantes, con las cuales llegó a veces a las manos públicamente, como en la ya citada ocasión durante el estreno de una comedia, y no se paró ante amoríos peligrosos como con una de las cortesanas del rey, una tal Marfisa, quizá Francisca de Tavara, bellísima joven portuguesa, dama de la reina y amante del rey. La leyenda afirma también que incendió premeditadamente el coliseo de Aranjuez durante las fiestas de celebración del aniversario del rey Felipe IV, cuando se estrenaba ante la reina, el 8 de abril de 1622, una obra suya, La gloria de Niquea, inspirada en un episodio del Amadís de Grecia, para poder salvarla en brazos, ya que estaba enamorado de ella. Existe también la leyenda de que se presentó a un baile con una capa cubierta de reales de oro, con lo que aludía a su suerte en el juego, con las letras del lema tejido "Son mis amores reales", donde la palabra reales escondía un triple sentido muy peligroso para la época; con este título y sobre este episodio escribirá en el siglo XX un drama Joaquín Dicenta. Otra leyenda es la del origen de la expresión "Picar muy alto", que se cree se debió a las habilidades como picador del conde que, al ser alabadas por la reina, el rey respondió: "Pica bien, pero pica muy alto", con evidente doble sentido, debido a los supuestos escarceos con la reina. Narciso Alonso Cortés, además, descubrió en el Archivo de Simancas un memorial que implicaba a Villamediana en un célebre proceso por sodomía concluido el 5 de diciembre de 1622 con la muerte en la hoguera de cinco mozos, justicia que, según las Noticias de Madrid, «hizo mucho ruido en la corte», atribuyendo a esta causa la muerte del conde, que otros explican por sus sátiras, por el despilfarro de la fortuna familiar (que, en efecto, le causó los problemas económicos ya descritos) o por lances amorosos y adulterios en los que hubiera podido verse involucrado el mismo monarca. Consciente de su carácter temerario y atrevido, un sombrío pesimismo aparece en la mayoría de las composiciones del conde, quien escribió aquellos versos célebres:
Sépase, pues ya no puedo
levantarme ni caer
que al menos puedo tener
perdido a Fortuna el miedo
Los autores del crimen nunca fueron hallados; el momento escogido fue cuando iba en un coche con el conde de Haro por la calle Mayor de Madrid; el móvil fue, quizá, evitar el escándalo del proceso por el pecado nefando, por lo que el crimen habría quedado impune y se mandó guardar silencio sobre él. Pero el hecho causó sensación, y todos los poetas famosos se aprestaron a escribir epicedios en verso sobre el conde, empezando por su amigo Luis de Góngora, quien atribuyó al rey la orden, continuando por Juan Ruiz de Alarcón, que lo acusó de maldiciente, y terminando por Francisco de Quevedo, quien, pese a ser enemigo suyo, escribió «que pide venganza cierta / una salvación en duda». 

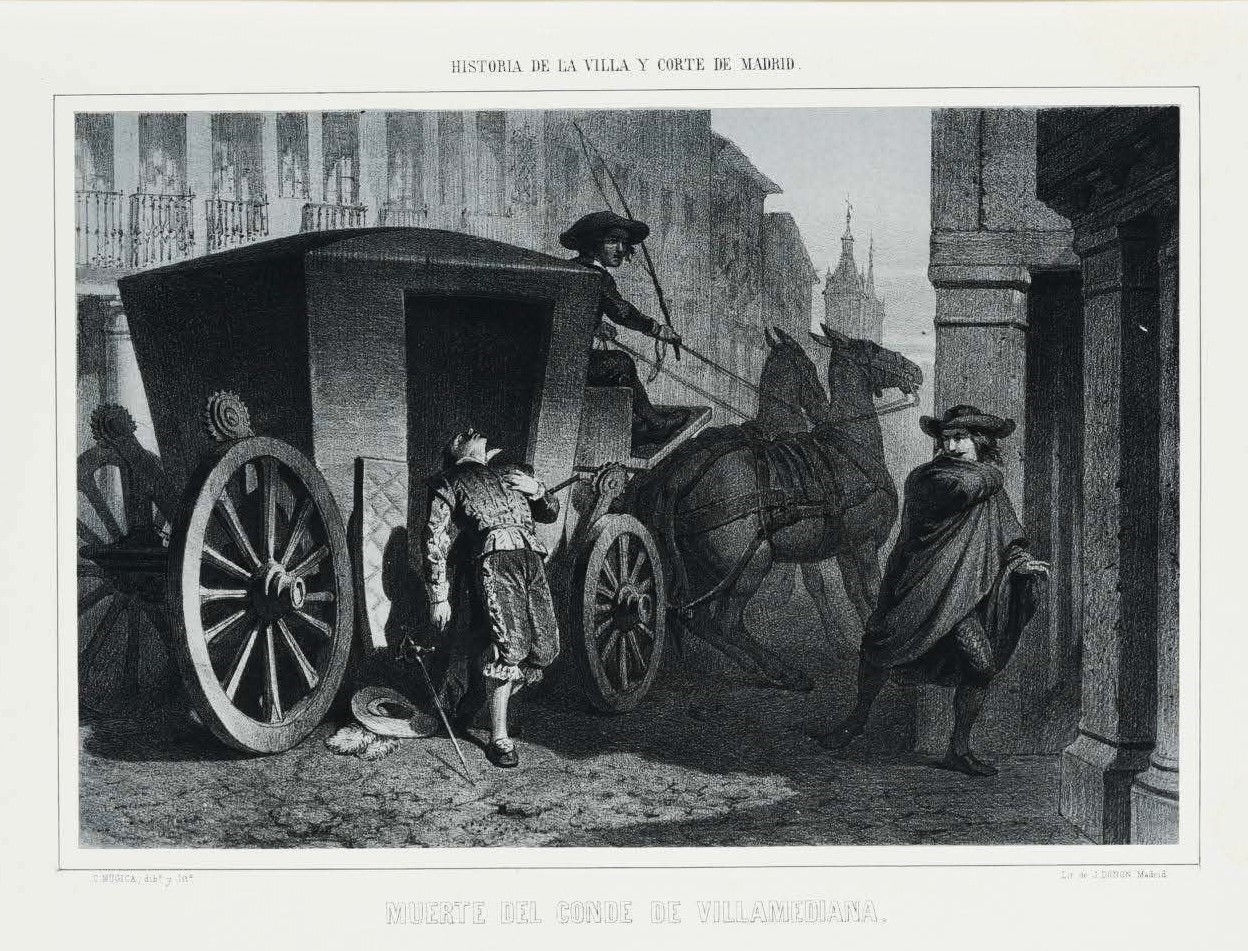
Muerte del conde de Villamediana. Ilustración de Carlos Múgica para la Historia de la Villa y Corte de Madrid, de José Amador de los Ríos, litografía de Julio Donon, Madrid, 1860.

El proceso por el pecado nefando abierto por el Consejo de Castilla no se ha localizado. Por las Noticias de Madrid consta la muerte en la hoguera de un bufón llamado Mendocilla, al que siguieron un mozo de cámara del conde de Villamediana y otro criado del conde, un esclavillo mulato y «don Gaspar de Terrazas», paje del duque de Alba. Algunos otros, según la documentación aportada por Alonso Cortés, huyeron, entre ellos un Silvestre Nata Adorno, correo de a caballo de su majestad, que había marchado a Nápoles con el duque de Alba, que el 20 de septiembre de 1623 solicitaba se le diese traslado «de su culpa y sentencia» en el citado pleito. La respuesta de su instructor es la que implica directamente a Villamediana. En ella el licenciado Fernando Ramírez Fariña solicitaba nuevas instrucciones al Consejo al que advertía que 

la culpa de Silvestre Adorno y [...] los indicios que contra él ay nacen de lo que está provado contra el Conde de Villamediana, y Su M.d le mandó por ser ya el Conde Muerto y no ynfamarle guardasse secreto de lo que huviese contra él en el proceso, y si da la culpa deste es fuerça que benga en ella mucha de la del Conde.

El poeta y dramaturgo Antonio Hurtado de Mendoza pintó su carácter en dos décimas, o espinelas, a su muerte:
Ya sabéis que era Don Juan / dado al juego y los placeres; / amábanle las mujeres / por discreto y por galán. / Valiente como Roldán / y más mordaz que valiente... / más pulido que Medoro / y en el vestir sin segundo, / causaban asombro al mundo / sus trajes bordados de oro... / Muy diestro en rejonear, / muy amigo de reñir, / muy ganoso de servir, / muy desprendido en el dar. / Tal fama llegó a alcanzar / en toda la Corte entera, / que no hubo dentro ni fuera / grande que le contrastara, / mujer que no le adorara, / hombre que no le temiera.
El asesinato inspiró en el siglo XIX varios romances históricos del duque de Rivas y también algún drama romántico, como También los muertos se vengan de Patricio de la Escosura (1838), la novela de Ceferino Suárez Bravo El cetro y el puñal (1851) y algunos relatos breves así como un cuadro de historia de Manuel Castellano en 1868, ahora en el Museo del Prado. En el siglo XX, cabe señalar el drama en verso de Joaquín Dicenta Alonso Son mis amores reales (1925), que obtuvo el premio de la Real Academia Española, y varias novelas: Decidnos: ¿quién mató al Conde? de Néstor Luján, Capa y espada de Fernando Fernán Gómez (2001) y El pintor de Flandes de Rosa Ribas (2006).
Tras su muerte, sus cargos pasaron a su primo Íñigo Vélez de Guevara y Tassis, conde de Oñate, hijo de Pedro Vélez de Guevara y María de Tassis.

## Obra literaria
Se pueden mencionar dos fases poéticas sucesivas en la obra de don Juan de Tassis: la petrarquista, que abarca desde sus primeros poemas hasta la vuelta de su viaje a Italia (1599-1615), y la culterana, desde 1615 hasta su muerte en 1622. Rozas puso en claro cómo estos dos períodos poéticos se dividen en cuatro grandes grupos:
- Poesía amorosa de corte petrarquista (1599-1610)
- Poesía estética de corte gongorino y marinista (1611-1615)
- Fábulas mitológicas de inspiración ovidiana y estilo de Giambattista Marino y Góngora (1616-1617)
- Poesía vivencial con una doble vertiente: la poesía moral y los poemas satíricos (1618-1621).

Una primera colección de sus Obras apareció en Zaragoza en 1629. Comprende poemas de asunto mitológico (Fábula de Faetón, largo poema de hacia 1617 compuesto en octavas reales del que Vicente Mariner tradujo doscientas veintiocho al latín en hexámetros; Fábula de Apolo y Dafne, Fábula de Venus y Adonis) que reflejan una clara influencia de Góngora; la comedia La gloria de Niquea (1622), basada en el Amadís de Grecia, y más de doscientos sonetos, epigramas y redondillas de tema amoroso, satírico, religioso y patriótico, en las que cultiva un particular conceptismo, mientras que reserva su también original culteranismo para los poemas en arte mayor. Una segunda edición fueron las Obras de don Juan de Tarsis Conde de Villamediana, y correo mayor de Su Magestad. Recogidas por el licenciado Dionisio Hipólito de los Valles. Madrid, por María de Quiñones a costa de Pedro Coello, 1635.
Villamediana se sabía condenado a morir joven y en su poesía aparece este sentimiento fatalista plasmado a través del mito ovidiano de Faetón, en que también es posible observar un cierto complejo edípico respecto a su padre. 
Son sus temas poéticos predilectos el silencio, el desengaño, la temeridad, el mito de Faetón y todos los relacionados con el fuego. Se muestra especialmente introspectivo en las redondillas y suele acumular los pronombres personales en señal de desequilibrado narcisismo. Su lenguaje poético, esencialmente culterano, introduce cultismos nuevos que no aparecen en las obras de Luis de Góngora, que era amigo suyo. Escribió especialmente sonetos de diversos temas morales, amorosos y especialmente satíricos; algunos de los mejores son los dedicados a su destierro, como "Silencio, en tu sepulcro deposito...", que ha pasado a todas las antologías de poesía barroca:
Silencio, en tu sepulcro deposito
ronca voz, pluma ciega y triste mano,
para que mi dolor no cante en vano
al viento dado y en la arena escrito.
Tumba y muerte de olvido solicito,
aunque de avisos más que de años cano,
donde hoy más que a la razón me allano,
y al tiempo le daré cuanto me quito.
Limitaré deseos y esperanzas,
y en el orbe de un claro desengaño
márgenes pondré breves a mi vida,
para que no me venzan asechanzas
de quien intenta procurar mi daño
y ocasionó tan próvida huida.
También dedicó algunos esfuerzos a la traducción libre o parafrástica de dos autores: el italiano Gianbattista Marino y el portugués Camoens. Del primero tradujo los 552 versos de la Fábula de Europa, que se convirtieron en 732 más 58 de la dedicatoria. Del segundo cuatro o cinco sonetos. La vida y obra de Juan de Tassis ha sido investigada entre otros autores por Juan Eugenio Hartzenbusch, el primero en tiempos recientes en tratar de encontrar una explicación a los causas del asesinato, Emilio Cotarelo, Narciso Alonso Cortés, Juan Manuel Rozas y Luis Rosales que dedicó su discurso de ingreso en la Real Academia Española (Pasión y muerte del conde de Villamediana, Madrid, 1964) a «reivindicar la memoria del Conde de Villamediana» frente a las acusaciones de homosexualidad que se desprendían de las aportaciones de Hartzenbusch, la documentación presentada por Alonso Cortés y los análisis de Gregorio Marañón en su Don Juan, reivindicación que presentaba, decía Rosales (1964, p. 6), «en la misma audiencia y ante el mismo tribunal donde fue condenado en primera instancia; donde fue condenado injustamente, según trataré de probar».

## Ediciones de las obras de Villamediana
- Villamediana, Juan de Tassis y Peralta, Cancionero de Mendez Britto: poesías inéditas del Conde de Villamediana. Edición, estudio y notas de Juan Manuel Rozas. Madrid: Consejo Superior de Investigaciones Científicas, 1965.
- Villamediana, Juan de Tassis y Peralta, Cartas. Madrid: Ediciones Escorial, 1943.
- Villamediana, Juan de Tassis y Peralta, Obras. Edición, introducción y notas de Juan Manuel Rozas. Madrid: Castalia, 1969.
- Villamediana, Juan de Tassis y Peralta, Obras, facsímil de la primera edición de 1629, prólogo de Felipe B. Pedraza Jiménez. Aranjuez: Ara Iovis, 1986.
- Villamediana, Juan de Tassis y Peralta, Poesía impresa completa. Edición de José Francisco Ruiz Casanova. Madrid: Cátedra, 1990.
- Villamediana, Juan de Tassis y Peralta, Poesía inédita completa. Ed. José Francisco Ruiz Casanova. Madrid: Cátedra, 1994.
- Villamediana, Juan de Tassis y Peralta, Poesía. Ed. Mª T. Ruestes, Barcelona, Planeta, 1992.